# 65e cérémonie des Golden Globes
La 65e cérémonie des Golden Globes, récompensant les films et séries diffusés en 2007 et les professionnels s'étant distingués cette année-là, a eu lieu le 13 janvier 2008 sous la forme d'une conférence de presse, la cérémonie officielle ayant été annulée pour cause de grève des scénaristes.

## Palmarès
Les lauréats sont indiqués ci-dessous en premier de chaque catégorie et en caractères gras.

### Cinéma

#### Meilleur film dramatique
- Reviens-moi (Atonement)
  - American Gangster
  - Les Promesses de l'ombre (Eastern Promises)
  - The Great Debaters
  - Michael Clayton
  - No Country for Old Men
  - There Will Be Blood

#### Meilleur film musical ou de comédie
- Sweeney Todd : Le Diabolique Barbier de Fleet Street (Sweeney Todd: The Demon Barber Of Fleet Street)
  - Across the Universe
  - La Guerre selon Charlie Wilson (Charlie Wilson's War)
  - Hairspray
  - Juno

#### Meilleur réalisateur
- Julian Schnabel pour Le Scaphandre et le Papillon
  - Tim Burton pour Sweeney Todd : Le Diabolique Barbier de Fleet Street (Sweeney Todd: The Demon Barber Of Fleet Street)
  - Joel et Ethan Coen pour No Country for Old Men
  - Ridley Scott pour American Gangster
  - Joe Wright pour Reviens-moi (Atonement)

#### Meilleur acteur dans un film dramatique
- Daniel Day-Lewis pour le rôle de Daniel Plainview dans There Will Be Blood
  - George Clooney pour le rôle de Michael Clayton dans Michael Clayton
  - James McAvoy pour le rôle de Robbie Turner dans Reviens-moi (Atonement)
  - Viggo Mortensen pour le rôle de Nikolaï Luzhin dans Les Promesses de l'ombre (Eastern Promises)
  - Denzel Washington pour le rôle de Frank Lucas dans American Gangster

#### Meilleure actrice dans un film dramatique
- Julie Christie pour le rôle de Fiona Anderson dans Loin d'elle (Away From Her)
  - Cate Blanchett pour le rôle d'Élisabeth I dans Elizabeth : l'Âge d'or (Elizabeth: The Golden Age)
  - Jodie Foster pour le rôle d'Erica dans À vif (The Brave One)
  - Angelina Jolie pour le rôle de Mariane Pearl dans Un cœur invaincu (A Mighty Heart)
  - Keira Knightley pour le rôle de Cecilia Tallis dans Reviens-moi (Atonement)

#### Meilleur acteur dans un film musical ou une comédie
- Johnny Depp pour le rôle de Sweeney Todd dans Sweeney Todd : Le Diabolique Barbier de Fleet Street (Sweeney Todd: The Demon Barber Of Fleet Street)
  - Ryan Gosling pour le rôle de Lars Lindstrom dans Une fiancée pas comme les autres (Lars and The Real Girl)
  - Tom Hanks pour le rôle de Charlie Wilson dans La Guerre selon Charlie Wilson (Charlie Wilson's War)
  - Philip Seymour Hoffman pour le rôle de Jon Savage dans La Famille Savage (The Savages)
  - John C. Reilly pour le rôle de Dewey Cox dans Walk Hard - L'histoire de Dewey Cox (Walk Hard: The Dewey Cox Story)

#### Meilleure actrice dans un film musical ou une comédie
- Marion Cotillard pour le rôle d'Édith Piaf dans La Môme
  - Amy Adams pour le rôle de Giselle dans Il était une fois (Enchanted)
  - Nikki Blonsky pour le rôle de Tracy Turnblad dans Hairspray
  - Helena Bonham Carter pour le rôle de Mrs. Lovett dans Sweeney Todd : Le Diabolique Barbier de Fleet Street (Sweeney Todd: The Demon Barber Of Fleet Street)
  - Elliot Page pour le rôle de Juno MacGuff dans Juno

#### Meilleur acteur dans un second rôle
- Javier Bardem pour le rôle d'Anton Chigurh dans No Country for Old Men
  - Casey Affleck pour le rôle de Robert Ford dans L'Assassinat de Jesse James par le lâche Robert Ford (The Assassination of Jesse James by the Coward Robert Ford)
  - Philip Seymour Hoffman pour le rôle de Gust Avrakotos dans La Guerre selon Charlie Wilson (Charlie Wilson's War)
  - John Travolta pour le rôle d'Edna Turnblad dans Hairspray
  - Tom Wilkinson pour le rôle d'Arthur Edens dans Michael Clayton

#### Meilleure actrice dans un second rôle
- Cate Blanchett pour le rôle de Jude Quinn dans I'm Not There
  - Julia Roberts pour le rôle de Joanne Herring dans La Guerre selon Charlie Wilson (Charlie Wilson's War)
  - Saoirse Ronan pour le rôle de Briony Tallis (à 13 ans) dans Reviens-moi (Atonement)
  - Amy Ryan pour le rôle de Helene McCready dans Gone Baby Gone
  - Tilda Swinton pour le rôle de Karen Crowder dans Michael Clayton

#### Meilleur scénario
- No Country for Old Men – Joel et Ethan Coen
  - Reviens-moi (Atonement) – Christopher Hampton
  - La Guerre selon Charlie Wilson (Charlie Wilson's War) – Aaron Sorkin
  - Le Scaphandre et le Papillon (The Diving Bell And The Butterfly) – Ronald Harwood
  - Juno – Diablo Cody

#### Meilleure chanson originale
- "Guaranteed" interprétée par Eddie Vedder – Into the Wild
  - "Despedida" interprétée par Shakira – L'Amour aux temps du choléra (Love In the Time of Cholera)
  - "Grace is Gone" interprétée par Jamie Cullum – Grace is Gone
  - "That's How You Know" interprétée par Amy Adams – Il était une fois (Enchanted)
  - "Walk Hard" interprétée par John C. Reilly – Walk Hard - L'histoire de Dewey Cox (Walk Hard: The Dewey Cox Story)

#### Meilleure musique de film
- Reviens-moi (Atonement) – Dario Marianelli
  - Les Cerfs-volants de Kaboul (The Kite Runner) – Alberto Iglesias
  - Grace is Gone – Clint Eastwood
  - Into the Wild – Michael Brook, Kaki King et Eddie Vedder
  - Les Promesses de l'ombre (Eastern Promises) – Howard Shore

#### Meilleur film en langue étrangère
- Le Scaphandre et le Papillon •  France  États-Unis
  - 4 Mois, 3 semaines, 2 jours (4 luni, 3 săptămâni şi 2 zile) •  Roumanie
  - Les Cerfs-volants de Kaboul (The Kite Runner) •  États-Unis  Chine  Royaume-Uni  Afghanistan
  - Lust, Caution (色、戒) •  Taïwan  Chine  États-Unis
  - Persepolis •  France

#### Meilleur film d'animation
- Ratatouille
  - Bee Movie : Drôle d'abeille (Bee Movie)
  - Les Simpson, le film (The Simpsons Movie)

### Télévision
Note : le symbole « ♕ » rappelle le gagnant de l'année précédente (si nomination).

#### Meilleure série dramatique
- Mad Men
  - Big Love
  - Damages
  - Grey's Anatomy ♕
  - Dr House (House)
  - Les Tudors (The Tudors)

#### Meilleure série musicale ou comique
- Extras
  - 30 Rock
  - Californication
  - Entourage
  - Pushing Daisies

#### Meilleure mini-série ou meilleur téléfilm
- Longford
  - Bury My Heart at Wounded Knee
  - The Company
  - Cinq jours (Five Days)
  - Affaires d'États (The State Within)

#### Meilleur acteur dans une série dramatique
- Jon Hamm pour le rôle de Don Draper dans Mad Men
  - Michael C. Hall pour le rôle de Dexter Morgan dans Dexter
  - Hugh Laurie pour le rôle du Dr Gregory House dans Dr House (House) ♕
  - Bill Paxton pour le rôle de Bill Henrickson dans Big Love
  - Jonathan Rhys Meyers pour le rôle de Henri VIII dans Les Tudors (The Tudors)

#### Meilleure actrice dans une série dramatique
- Glenn Close pour le rôle de Patricia « Patty » Hewes dans Damages
  - Patricia Arquette pour le rôle d'Allison DuBois dans Médium
  - Minnie Driver pour le rôle de Dahlia Malloy dans The Riches
  - Edie Falco pour le rôle de Carmela Soprano dans Les Soprano (The Sopranos)
  - Sally Field pour le rôle de  dans Brothers and Sisters
  - Holly Hunter pour le rôle de Grace Hanadarko dans Saving Grace
  - Kyra Sedgwick pour le rôle de Brenda Leigh Johnson dans The Closer : L.A. enquêtes prioritaires (The Closer) ♕

#### Meilleur acteur dans une série musicale ou comique
- David Duchovny pour le rôle de Hank Moody dans Californication
  - Alec Baldwin pour le rôle de Jack Donaghy dans 30 Rock ♕
  - Steve Carell pour le rôle de Michael Scott dans The Office
  - Ricky Gervais pour le rôle d'Andy Millman dans Extras
  - Lee Pace pour le rôle de Ned dans Pushing Daisies

#### Meilleure actrice dans une série musicale ou comique
- Tina Fey pour le rôle de Liz Lemon dans 30 Rock
  - Christina Applegate pour le rôle de Samantha « Sam » Newly dans Samantha qui ? (Samantha Who?)
  - America Ferrera pour le rôle de Betty Suarez  dans Ugly Betty ♕
  - Anna Friel pour le rôle de Charlotte Charles dans Pushing Daisies
  - Mary-Louise Parker pour le rôle de Nancy Botwin dans Weeds

#### Meilleur acteur dans une mini-série ou un téléfilm
- Jim Broadbent pour le rôle de Lord Longford dans Longford
  - Adam Beach pour le rôle de Charles Eastman dans Bury My Heart at Wounded Knee
  - Ernest Borgnine pour le rôle de Bert O'Riley dans Un Grand-père pour Noël (A Grandpa for Christmas)
  - Jason Isaacs pour le rôle de Sir Mark Brydon dans Affaires d'États (The State Within)
  - James Nesbitt pour le rôle du Dr Tom Jackman dans Jekyll

#### Meilleure actrice dans une mini-série ou un téléfilm
- Queen Latifah pour le rôle d'Ana dans Life Support
  - Bryce Dallas Howard pour le rôle de Rosalind dans As You Like It
  - Debra Messing pour le rôle de Molly Kagan dans Starter Wife
  - Sissy Spacek pour le rôle de Josie Cahill dans Pictures of Hollis Woods
  - Ruth Wilson pour le rôle de Jane Eyre dans Jane Eyre

#### Meilleur acteur dans un second rôle dans une mini-série ou un téléfilm
- Jeremy Piven pour le rôle de Ari Gold dans Entourage
  - Ted Danson pour le rôle d'Arthur Frobisher dans Damages
  - Kevin Dillon pour le rôle de Johnny Chase dans Entourage
  - Andy Serkis pour le rôle de Ian Brady dans Longford
  - William Shatner pour le rôle de Denny Crane dans Boston Justice (Boston Legal)
  - Donald Sutherland pour le rôle de Patrick « Tripp » Darling III dans Dirty Sexy Money

#### Meilleure actrice dans un second rôle dans une mini-série ou un téléfilm
- Samantha Morton pour le rôle de Myra Hindley dans Longford
  - Rose Byrne pour le rôle d'Ellen Parsons dans Damages
  - Rachel Griffiths pour le rôle de Sarah Walker dans Brothers and Sisters
  - Katherine Heigl pour le rôle d'Izzie Stevens dans Grey's Anatomy
  - Anna Paquin pour le rôle d'Elaine Goodale dans Bury My Heart at Wounded Knee
  - Jaime Pressly pour le rôle de Joy Darville Turner dans Earl (My Name Is Earl)

### Spéciales

#### Cecil B. DeMille Award
Non décerné.

#### Miss Golden Globe
Non décerné.

## Récompenses et nominations multiples

### Nominations multiples

#### Cinéma
7 : Reviens-moi
5 : La Guerre selon Charlie Wilson
4 : Michael Clayton, No Country for Old Men, Sweeney Todd : Le Diabolique Barbier de Fleet Street
3 : American Gangster, Les Promesses de l'ombre, Hairspray, Juno, Le Scaphandre et le Papillon
2 : Grace Is Gone, Into the Wild, Les Cerfs-volants de Kaboul, There Will Be Blood, Walk Hard - L'histoire de Dewey Cox, Il était une fois

#### Télévision
4 : Damages, Longford
3 : 30 Rock, Bury My Heart at Wounded Knee, Entourage, Pushing Daisies
2 : Big Love, Brothers and Sisters, Californication, Extras, Grey's Anatomy, Dr House, Mad Men, Affaires d'États, Les Tudors

#### Personnalités
2 : Cate Blanchett, Philip Seymour Hoffman

### Récompenses multiples
Légende : Nombre de récompenses/Nombre de nominations

#### Cinéma
2 / 3 : Le Scaphandre et le Papillon
2 / 4 : No Country for Old Men, Sweeney Todd : Le Diabolique Barbier de Fleet Street
2 / 7 : Reviens-moi

#### Télévision
3 / 4 : Longford
2 / 2 : Mad Men

#### Personnalités
Aucune

### Les grands perdants

#### Cinéma
0 / 5 : La Guerre selon Charlie Wilson
0 / 4 : Michael Clayton

#### Télévision
Aucune